# Loupeigne
Loupeigne – miejscowość i gmina we Francji, w regionie Hauts-de-France, w departamencie Aisne.
Według danych na styczeń 2014 roku gminę zamieszkiwały 84 osoby, a gęstość zaludnienia wynosiła 11,5 osób/km².